# Euglossa stilbonata
Euglossa stilbonata är en biart som beskrevs av Dressler 1982. Euglossa stilbonata ingår i släktet Euglossa, tribus orkidébin, och familjen långtungebin. Inga underarter finns listade.